# 蘇名世
蘇名世，字際五，直隶廣平府肥乡县人，明末清初政治人物。

## 生平
崇祯六年（1636年）癸酉科順天府鄉試第一百四十四名舉人，十六年，登癸未科三甲一百六十一名进士，工部觀政。明亡降清。授刑部员外郎，顺治二年，升任陕西按察使司佥事、分巡西宁道。

## 家族
曾祖蘇奉。祖父蘇臣。父蘇思明，生员。